# Julie von Voss
Julie Amalie Elisabeth von Voss (24 juillet 1766, Buch (Berlin) – 25 mars 1789) était une dame de compagnie allemande et l'épouse morganatique du roi bigame Frédéric-Guillaume II de Prusse.

## Biographie

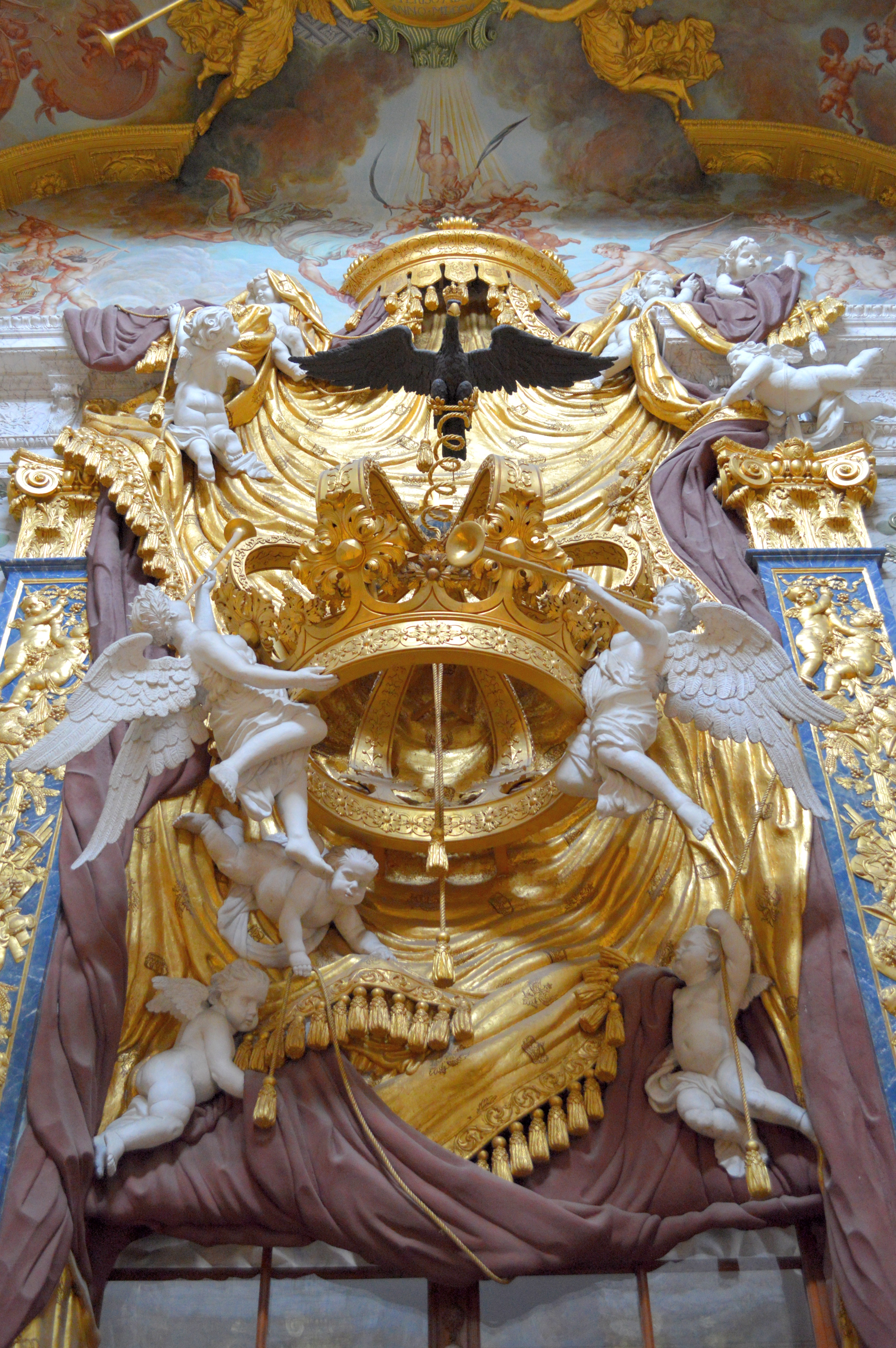
Détails dans la chapelle du château de Charlottenburg.

Elle était la fille de Friedrich Christoph Hieronymus von Voß (de) et Amalia Ottilia von Vieregg. Son oncle était chambellan de la reine douairière. Le ministre Otto von Voß (1755-1823) est son frère. En 1783, elle devint dame d'honneur de la reine de Prusse, Frédérique-Louise de Hesse-Darmstadt.
Elle était surnommée « Miss Bessy » à la cour selon l'usage britannique ; elle n'était pas citée pour sa beauté ou son intellect, mais elle fascinait le roi car elle avait refusé ses avances. Elle fut persuadée de « se sacrifier pour le pays » et d'accepter la demande en mariage du roi, par son parent le comte de Finckenstein, qui souhaitait remplacer Wilhelmine von Lichtenau, avec l'argument qu'elle serait en mesure d'éloigner le roi de ses mauvaises compagnies. Elle a accepté à la condition que le consentement de la reine devait être acquis pour un mariage morganatique avec le roi, afin de soulager sa conscience.
Julie a épousé Frédéric lors d'une cérémonie dans la chapelle du château de Charlottenburg , le 7 avril 1787. Elle a reçu le titre de comtesse Ingenheim. Elle n'était pas heureuse dans sa nouvelle situation, elle a toujours traité la reine avec respect et douceur et n'a jamais essayé de prendre le rôle de la reine.
Julie est morte de la consomption. Le 1er avril, elle est inhumée dans l'église du château de Buch (de), dans un caveau situé près de l'autel, ce qui, selon Theodor Fontane, est fait à sa demande. Dans son carnet, il esquisse le plan sur lequel est indiqué le "caveau des Ingenheim". Cependant, des recherches ultérieures n'ont pas permis de retrouver de tombe ou d'ossements à cet endroit. Dans le parc du château de Buch, le frère de Julie fait ériger en 1795 une épitaphe par Hans Christian Genelli (de), sur laquelle ne figure que l'inscription "Soror optima, amica patriae, vale" ("Meilleure sœur, amie de la patrie, adieu").

### Redécouverte de la tombe
En 2025, lors de travaux de restauration dans l’église du château de Buch, des ouvriers mettent au jour une crypte en briques dans laquelle se trouve un cercueil richement décoré de moulures dorées et de médaillons néo-classiques. L'emplacement de la tombe correspond aux informations tirées des archives. Aucun test ADN ne sera mené afin de ne pas perturber la tombe, mais, d’après les archéologues de Berlin, il s'agit bien très vraisemblablement du corps de Julie von Voss.